# Impact de la disponibilité des ressources sur la régulation sociale des animaux
 (mai 2020).
La mise en forme du texte ne suit pas les recommandations de Wikipédia : il faut le « wikifier ».
Les points d'amélioration suivants sont les cas les plus fréquents. Le détail des points à revoir est peut-être précisé sur la page de discussion.
- Les titres sont pré-formatés par le logiciel. Ils ne sont ni en capitales, ni en gras.
- Le texte ne doit pas être écrit en capitales (les noms de famille non plus), ni en gras, ni en italique, ni en « petit »…
- Le gras n'est utilisé que pour surligner le titre de l'article dans l'introduction, une seule fois.
- L'italique est rarement utilisé : mots en langue étrangère, titres d'œuvres, noms de bateaux, etc.
- Les citations ne sont pas en italique mais en corps de texte normal. Elles sont entourées par des guillemets français : « et ».
- Les listes à puces sont à éviter, des paragraphes rédigés étant largement préférés. Les tableaux sont à réserver à la présentation de données structurées (résultats, etc.).
- Les appels de note de bas de page (petits chiffres en exposant, introduits par l'outil «  Source ») sont à placer entre la fin de phrase et le point final[comme ça].
- Les liens internes (vers d'autres articles de Wikipédia) sont à choisir avec parcimonie. Créez des liens vers des articles approfondissant le sujet. Les termes génériques sans rapport avec le sujet sont à éviter, ainsi que les répétitions de liens vers un même terme.
- Les liens externes sont à placer uniquement dans une section « Liens externes », à la fin de l'article. Ces liens sont à choisir avec parcimonie suivant les règles définies. Si un lien sert de source à l'article, son insertion dans le texte est à faire par les notes de bas de page.
- La présentation des références doit suivre les conventions bibliographiques. Il est recommandé d'utiliser les modèles {{Ouvrage}}, {{Chapitre}}, {{Article}}, {{Lien web}} et/ou {{Bibliographie}}. Le mode d'édition visuel peut mettre en forme automatiquement les références.
- Insérer une infobox (cadre d'informations à droite) n'est pas obligatoire pour parachever la mise en page.

Pour une aide détaillée, merci de consulter Aide:Wikification.
Si vous pensez que ces points ont été résolus, vous pouvez retirer ce bandeau et améliorer la mise en forme d'un autre article.
 (mai 2020).
- Si vous ne connaissez pas le sujet, laissez ce bandeau (vous pouvez alors contacter les auteurs).
- Si vous supprimez le contenu mis en cause (vous pouvez préalablement contacter les auteurs),

argumentez précisément cette suppression dans la page de discussion
(un manque de référence n'est pas un argument ; une recherche réelle de référence doit avoir été effectuée, être formellement documentée).
 (mai 2020).
Les modèles réductionnistes décrivent l’existence animale comme une quête perpétuelle de réponse aux besoins physiologiques : se nourrir, boire, dormir, se reproduire. La nourriture, les points d’eau, les tanières et lieu de reproductions constituent des ressources alimentaires et territoriales nécessaires à la survie des animaux humains. La recherche et la sauvegarde de celles-ci va directement affecter les relations sociales, inter-groupes mais aussi intragroupe.

## La fonction des relations sociales chez les animaux humains
Plus que des relations sociales, celles-ci sont organisés en un jeu de règles strictes ou tacites qui régule la vie du groupe, on parle de « régulation sociale ».
La régulation sociale est un processus en sciences sociales qui tend à organiser le monde social, chez les êtres humains comme chez les animaux.
Parmi les animaux évoluant en groupe sociaux, celle-ci s’apparente à une structure sociale formalisée, avec des règles régissant le comportement des membres du groupe, revêtant un intérêt fonctionnel et stable dans le temps : les nouvelles générations d’individus évoluent au sein du groupe et apprennent les règles de vie en communauté, par l’expérience et l’observation de leurs parents et pairs.
L’écologie comportementale a développé le principe de l’économie de l’action comme étant à la base de la régulation sociale.
La vie en groupe favorise l'accès à l'alimentation grâce à l’élaboration de stratégies alimentaires, l’échange d'information concernant la localisation de la nourriture ou la façon de se la procurer, la coopération pour la chasse, la défense commune des ressources contre d'autres groupes ainsi que le partage des ressources. Ainsi la vie de groupe permet aux animaux d'augmenter leur chance de survie.

## Types de relation sociale chez les animaux humains
Au sein du groupe peut s’établir différents types de relation entre les membres qui le compose. On peut  y retrouver des relations dominants–soumis ou encore des relations d’égal à égal. La disponibilité des ressources peut avoir un impact sur la taille, la flexibilité et le fonctionnement général du groupe. Ainsi une abondance ou un manque de ressources peut directement affecter la régulation sociale des animaux. Dans un premier temps, nous verrons que la disponibilité des ressources peut affecter la taille du groupe. En effet, l'accès aux ressources pour chaque membre du groupe ne s'effectue pas de façon équivalente Celle-ci peut générer des regroupements avec des comportements d'entraide, mais aussi accentuer la hiérarchie au sein du groupe ou encore participer à sa fragmentation. Puis dans un second temps nous verrons que la disponibilité des ressources peut avoir un impact sur la démographie en influençant directement la reproduction au sein du groupe mais elle va aussi créer des mouvements migratoires.

## Impact des ressources sur la taille du groupe

### Regroupement
Les groupes d’animaux se forment selon les caractéristiques de l’espèce, certains animaux étant naturellement solitaires comme le chat et de nombreux félins, alors que d’autres vivent en groupe dès leurs naissances comme les éléphants. Mais les groupes peuvent aussi se former en fonction des ressources.
Lorsque la nourriture est présente de façon homogène et en abondance sur un territoire, cela peut avoir un effet sur la taille du groupe. Des chercheurs ont étudié la taille des clans de hyènes tachetées et estimé que celle-ci pouvait varier entre 15 et 130 individus selon la densité des ressources présentes et le nombre de clans concurrents.

Les fourmis sécrètent des phéromones qu’elles laissent derrière elles afin d’indiquer la route à suivre à leurs congénères.

Il est plus simple de trouver des ressources lorsqu'un animal s’associe à d’autres, que lorsqu'ils agissent seuls, ceux-ci couvrant plus de territoire. De nombreuses espèces utilisent différents types de signaux pour communiquer l’emplacement des ressources aux autres membres de leurs groupes. Les fourmis par exemple, sécrètent des phéromones qu’elles laissent derrière elles afin d’indiquer la route à suivre à leurs congénères.
De nombreux animaux sont territoriaux, principalement afin de conserver un espace de ressources privé. La territorialité est source de nombreux conflits et compétitions intra comme inter-espèces.
La disponibilité des ressources joue un rôle important dans l’organisation et la régulation sociale d’un groupe d’animaux. La quantité de ressources, notamment de nourriture, dépend du territoire. Plus le territoire est petit, plus il y aura de conflits,. On peut prendre l’exemple des bovins en pâturage. Leur espace étant petit et limité, il y aura davantage de conflits.
Chez les orques, si les proies qu’ils chassent sont présentes en abondance, la cohésion globale au sein du groupe sera meilleure. Cette cohésion peut offrir un certain nombre d'avantages, notamment des possibilités accrues d'accouplement et de transfert d'informations. En revanche s’il y a un manque de ressources les interactions sociales vont être limitées.
La cohésion sociale est donc présente chez de nombreuses espèces. Un autre exemple qui peut être cité est celui des primates, chez cette espèce, il existe une véritable coopération sociale entre les membres du groupe, notamment en ce qui concerne la défense collective du territoire, la recherche et le partage de nourriture. Cette coopération renvoie également au principe de l’économie de l’action. En effet, les primates vont par exemple soulever ensemble des pierres afin d’y trouver de la nourriture. Le groupe va également permettre l'apprentissage : chez les capucins bruns les nouvelles générations apprennent par imitation à faire sécher au soleil pendant plusieurs jours la cosse des graines de Cycas media qui sont trop dures pour être brisées lorsqu’elles sont cueillies,.
D’autres espèces, qui ne sont pas des mammifères, font également preuve de cohésion au sein de leur groupe. Par exemple, les oiseaux vivant en groupe apprennent mutuellement à mieux à se nourrir. Ils se suivent les uns les autres. Ils utilisent même différents territoires pour se nourrir chaque jour et restent en groupe. Ils se dirigent surtout vers des territoires où il y a déjà d’autres groupes d’oiseaux plutôt que des territoires où il n’y en a qu’un. Rester en groupe leur permet d'être plus efficace pour attraper une proie.
Les loutres géantes, que l’on trouve notamment en Amazonie, sont des animaux sociaux, évoluant généralement en groupe d’une dizaine d’individus. Pour la chasse elles se séparent généralement en deux groupes, encerclant et rabattant les poissons vers l’autre groupe afin que l’étau se resserre sur leurs proies, ne leur laissant que peu de chance de s’échapper.
Une technique similaire est par exemple utiliser chez les meutes de loups arctiques qui sont soumis à des conditions de vie très rudes, chaque tentative de chasse avortée peut être critique pour eux, les proies étant rares, il est donc important que le coût en énergie lors de la prédation soit le plus faible possible. Afin d’économiser leurs ressources, les loups arctiques chassent en meutes, poursuivant leur cible chacun leur tour et tentant de l’encercler, ne sprintant qu’à la dernière minute lorsque celle-ci est essoufflée.
Pour qu’il existe une certaine cohésion au sein du groupe d’animaux, une hiérarchie se met généralement en place.

### Hiérarchisation
Le plus souvent, on retrouve une hiérarchie dominant-soumis. Les dominants ont accès aux ressources vitales plus rapidement et ce avant les individus en situation de soumission. C’est par exemple le cas des babouins.
Les animaux de statut soumis au sein du groupe ont le plus souvent un accès réduit aux ressources comme la nourriture, les emplacements dédiés au repos, l'accouplement et la distribution des activités. Tandis que les animaux qui ont un statut dominant bénéficient d'un accès prioritaire à ces ressources.
Parmi les groupes de dorades royales, les soumis ingurgitent une quantité de nourriture moindre que les dominants, ce qui entraîne une diminution de leur accroissement. En étudiant des cerfs dans leurs environnement naturel, des chercheurs ont mis en évidence leur système hiérarchique et observé que les cerfs de haut rang peuvent prendre la place du dominé qui était en train de se nourrir.
On peut également prendre l’exemple des biches parmi lesquelles celles qui sont soumises s’approchent moins de celles qui sont dominantes. Les soumises arrêtent régulièrement de se nourrir lorsque les dominantes approchent. La quantité de nourriture ingurgitée augmente quand les biches sont plus loin du dominant. Les comportements alimentaires des biches soumises dépendent souvent de l’évitement du conflit.
Des ressources insuffisantes peuvent entraîner des conflits au sein du groupe. Les animaux sont plus susceptibles de se battre jusqu’à ce que mort s’ensuive. Néanmoins, lorsqu’il existe une hiérarchie stable dans ces groupes, les réactions au manque de ressources sont souvent mieux gérées. Une étude récente sur les hyènes tachetées, des prédateurs grégaires avec une cohésion sociale très hiérarchisée, a mis en évidence que les membres du clan avec le plus bas statut social montrent de meilleures capacités à inhiber leurs instincts, en laissant les individus avec une position hiérarchique supérieure se nourrir en premier. Cette habileté à restreindre des comportements impulsifs est nécessaire au maintien d’une cohésion de groupe harmonieuse.
Cependant, en cas de manque de ressources alimentaires, on peut voir apparaître au sein du groupe des comportements d’agressivités et de compétitions. Ces comportements permettent de maintenir la hiérarchie, les dominants devant parfois réaffirmer leurs positions au sein du groupe et donc assurer une bonne répartition des ressources au profit des animaux ayant un statut élevé. Les données de la littérature sur différentes espèces de singes montrent que les jeunes adultes et les adultes mâles sont plus soumis à la mortalité que les femelles en raison des nombreuses compétitions entre eux qui entraînent des combats, donc la mort ou l’émigration. Chez différentes espèces de singes, des compétitions entre groupes peuvent avoir lieu pour les ressources. On les retrouve également chez les chèvres pour lesquelles les ressources alimentaires rares font l'objet d'une forte compétition entre les membres du groupe. De même que lorsqu'une ressource importante (par exemple l'eau, nourriture, emplacement au sein du territoire, etc.) est restreinte, les mêmes comportements compétitifs sont retrouvés au sein du groupe. En revanche, lorsque les ressources alimentaires sont facilement disponibles, les compétitions se font plus rares et la cohésion est meilleure,,.
En ce qui concerne la répartition des territoires, les dominants en bénéficient plus que les individus soumis. Les subordonnés ne possèdent pas tous des territoires et doivent demander l’autorisation de venir dans l’espace vital des dominants.
Ces comportements dépendent aussi des situations. Chez les primates, on remarque que lorsqu’ils ont été exposés à différents stimuli sociaux, les mâles dominants augmentent le temps de boisson des autres singes et diminuent le leur.
La hiérarchie est présente chez de nombreuses espèces animales. Néanmoins, elle est responsable de nombreuses inégalités au sein du groupe. Une faible disponibilité des ressources ou une répartition inégale de celle-ci peut mener le groupe à se fragmenter.

### Fragmentation / création de sous-groupes
Au cours de la période hivernale les ressources alimentaires se font plus rare. Pour les herbivores, certaines plantes vont être plus rares à trouver et davantage dispersées sur le territoire. Cette dispersion alimentaire va favoriser l’éloignement des membres d’un groupe en train de s’alimenter mais aussi favoriser l’émergence de compétitions alimentaires entre les différents membres. Chez les daims par exemple, on va voir apparaître l’émergence de sous-groupes en rapport avec le sexe ou encore l’âge. De même que chez les troupeaux de bovin, en cas de diminution des ressources, on va retrouver la formation de sous-groupes en fonction de leurs affinités. Chaque sous-groupe va exploiter une zone différente du territoire.
De plus, le manque de ressource va accroître le temps de recherche des animaux. Ce temps passé à chercher des ressources baisse le taux de vigilance de l’ensemble du groupe. Cette vigilance amoindrie, ajoutée à la fragmentation du groupe augmente les risques d’attaques venant de l’extérieur.
Le niveau de compétition dans le groupe et les patterns de comportements sociaux dépendent des différentes caractéristiques des niches écologiques des babouins. La tendance à s’affilier entre femelles est plus forte lorsqu’il y a des compétitions pour les ressources dans le groupe. Néanmoins, les groupes de femelles qui se forment respectent toujours les rangs ; une femelle dominante ne s'alliera jamais avec une femelle soumise. Lorsque la compétition pour la nourriture au sein du groupe est faible, les femelles prêtent plus d’attention aux mâles adultes qu’aux autres femelles. Ces sous-groupes qui se forment seraient plus initiés par les mâles, qui se battent pour les ressources.
Ceci tendrait à prouver que la disponibilité des ressources est le facteur principal influant sur la régulation sociale du groupe, si ce besoin n’est pas critique, d’autres facteurs comme la reproduction viennent ensuite affecter celle-ci. La reproduction au sein du groupe est elle-même régit par la disponibilité des ressources, venant influencer son organisation.

## Impact sur la démographie et le territoire

### Reproduction
Chez certaines espèces, comme les mammifères et les oiseaux, il existe un lien fort entre la capacité de fécondité/reproduction et la disponibilité des ressources. On va observer des comportements d’anticipation. Par exemple, si les ressources sont disponibles de façon suffisantes, la reproduction pourra avoir lieu. Sinon, il faudra limiter le nombre d’individus dans le groupe, et donc ils ne se reproduiront pas. Le manque de nourriture a également des effets sur les liens des parents et de leurs progénitures. En effet, lorsqu’il y a un manque de nourriture, les parents s’investissent peu dans la maternité.
La disponibilité insuffisante des ressources peut faire émerger des phénomènes qui vont avoir un impact sur la démographie d’un groupe d'animaux. C’est le cas du phénomène de la régulation sociale de la reproduction qui va pouvoir apparaître dans certains groupes. Elle peut intervenir en pré-conception, c’est-à-dire une baisse voire une suppression du processus physiologique et/ou comportemental de la reproduction. Elle peut également intervenir en post-conception, c’est-à-dire que des pratiques telles que l’avortement, l’expulsions des membres enceints ou l’infanticide vont être observés. On va également pouvoir observer chez certains animaux des comportements de cannibalisme afin de survivre. Ce cannibalisme peut survenir dans plusieurs situations y compris des situations de surpeuplement ou bien de stress d’inanition, il s’agit de la peur du manque de nourriture.
L’insuffisance des ressources disponibles sur le territoire peut même pousser les groupes aller chercher des ressources sur d’autres territoires, et risquant de se confronter à d’autres groupes. en cas de conflit, une victoire peut déboucher sur une augmentation du territoire. À l'extrême, entraîner des migrations vers de nouveaux territoire.

### Phénomène de migration dû à la disponibilité des ressources
Une faible disponibilité des ressources peut mener le groupe à élargir son territoire en augmentant les déplacements. C’est le cas des orques qui ont tendance à voyager beaucoup plus lorsque les ressources viennent à manquer. Ces migrations vers d’autres territoires entraînent davantage de compétitions et de rivalité vis-à-vis d’autres groupes d’animaux. chez le singe par exemple, la migration du groupe augmente le taux de mortalité créant ainsi une diminution de la taille du groupe.

## Controverses

### Théoriques
Premièrement, on retrouve peu de méta-analyse ou d’articles scientifiques concernant l’importance des ressources disponibles sur la régulation sociale des animaux humains. Cette approche semble difficilement discutable, en revanche, peu d’études comparatives ont tenté d’explorer le degré d’importance de cette dimension par rapport à d’autre comme la réduction du risque de prédation par exemple. La régulation sociale au sein du groupe dépend sans doute de plusieurs facteurs, mais certains sont-ils prévalents ?
D’autre part, la disponibilité des ressources, le besoin de reproduction, et les règles strictes ou tacites effectives au sein d’un groupe ne sont pas les seuls éléments qui déterminerait l’organisation sociale du groupe, depuis l’essor de l'éthologie, des études tendent à prouver que la “personnalité” des individus au sein du groupe peut avoir une influence sur sa régulation sociale: En somme, l'agressivité, le fait de se montrer coopératif ou d’adopter un comportement de leader par exemple, peut influencer toute la dynamique du groupe. Cette approche s'intéresse à dynamique sociale comme une interaction entre individualités. Ainsi, autant le groupe a des effets de régulation sur ses membres, autant une personnalité divergente peut affecter cette organisation préexistante.
En accord avec la théorie de l’évolution, des sociobiologistes ont postulé que, plus que purement contextuels et adaptatifs, et ayant été sélectionnés phylogénétiquement puisqu'ils augmentent les chances de survie, les comportements sociaux que l’on peut retrouver au sein de différentes espèces sont codés génétiquement. Dans la sociobiologie de Wilson et dans la logique de la génétique évolutionniste, il faut que ces comportements soient eux-mêmes déterminés génétiquement. La sociobiologie place ainsi le déterminisme génétique des comportements au sein de la perpétuation des caractères du groupe, plus qu’une apparition en réponses aux contraintes environnementales.
On peut également souligner la difficulté de rendre universel l’impact que peut avoir la disponibilité des ressources sur la régulation sociale des animaux humains. En effet, les recherches menées concernent pour la plupart des espèces spécifiques ayant des modes de vie et des caractéristiques spécifiques. Ainsi il devient difficile d’émettre des généralités s’appliquant sur toutes les espèces animales.

### Méthodologiques
Dans une méta-analyse, Jennions et Moller (2003) questionnent la puissance statistique des études portant sur la validité écologique des études éthologiques et comportementales. Cette analyse porte sur 697 articles issus de 10 journaux (8 sur la validité écologique des études sur le comportement et des études éthologiques puis 2 sur le comportement en lui-même). Ils se sont rendu compte qu’il était difficile de conclure sur la généralisation de ces tests aux populations étudiées, certains auteurs n’indiquaient pas la taille de l’échantillon ou décrivaient la méthode de manière trop succincte.
De plus, en relevant la puissance statistique des tests utilisés, ils ont observé que celle-ci était globalement faible. La puissance moyenne de 13-16 % de détection d’un effet de petite taille et 40-47 % de détection d’un effet de taille moyenne. Sachant qu’il est recommandé d’avoir une puissance statistique d’au moins 80 % (Cohen) voire 95 % (Peterman). Ce qui n’a pas empêché les auteurs de conclure sur la validation de leurs hypothèses. Un aspect mis en avant par certains auteurs est le choix des articles publiés, les articles les plus cités et mis en avant sont ceux qui possèdent une p-valeur élevée et significative, au détriment d’autres aspects méthodologiques comme la puissance statistique et la taille de l’échantillon.
Enfin, certaines études semblent faire autorité sur leurs conclusions alors qu’elles n’ont pas été répliquées, ce qui apparaît aujourd’hui nécessaire en science sociale.